# Jaye Davidson
Jaye Davidson, född som Alfred Amey den 21 mars 1968 i Riverside, Kalifornien, är en brittisk skådespelare och fotomodell. För sin roll som transpersonen Dil i filmen The Crying Game från 1992 nominerades han på Oscarsgalan 1993 till en Oscar för bästa manliga biroll. Davidson spelade därefter Ra i långfilmen Stargate från 1994.